# Crotalaria
Genre
Crotalaria est un genre de plantes à fleurs de la famille des Fabacées, sous-famille des Faboideae. Il comprend environ 400 espèces.

## Liste d'espèces
Selon ITIS :
- Crotalaria pallida var. pallida Ait.
- Crotalaria alata Buch.-Ham. ex D. Don
- Crotalaria assamica Benth.
- Crotalaria avonensis K.R. DeLaney & Wunderlin
- Crotalaria berteriana DC.
- Crotalaria biflora L.
- Crotalaria brevidens Benth.
- Crotalaria breviflora DC.
- Crotalaria incana L. - Crotalaire effilée ou Chanvre du Bengale
- Crotalaria juncea L. - Chanvre indien
- Crotalaria lanceolata E. Mey.
- Crotalaria longirostrata Hook. & Arn.
- Crotalaria lotifolia L.
- Crotalaria micans Link
- Crotalaria mysorensis Roth
- Crotalaria ochroleuca G. Don
- Crotalaria pallida Ait.
- Crotalaria paulina Schrank
- Crotalaria pilosa P. Mill.
- Crotalaria pumila Ortega
- Crotalaria purshii DC.
- Crotalaria retusa L.
- Crotalaria rotundifolia Walt. ex J.F. Gmel.
- Crotalaria sagittalis L.
- Crotalaria saltiana Andr.
- Crotalaria spectabilis Roth
- Crotalaria stipularia Desv.
- Crotalaria verrucosa L.
- Crotalaria virgulata Klotzsch
- Crotalaria vitellina Ker Gawler
- Crotalaria zanzibarica Benth.

## Autres espèces
- Crotalaria barkae Schweinf.
- Crotalaria comosa Baker
- Crotalaria cylindrocarpa DC.
- Crotalaria glauca Willd.
- Crotalaria goreensis Guill. & Perr.
- Crotalaria lachnophora A.Rich.
- Crotalaria lachnosema Stapf
- Crotalaria mentiens Polhill
- Crotalaria naragutensis Hutch.
- Crotalaria peduncularis Graham
- Crotalaria smithiana A.T.Lee
- Crotalaria pseudotenuirama Torre